# Колчин, Павел Иванович
Павел Иванович Колчин (18 марта 1905 года — 11 октября 1965 года) — советский военачальник, контр-адмирал, участник советско-финской и Великой Отечественной войн.

## Биография
Павел Иванович Колчин родился 18 марта 1905 года в городе Нижнем Новгороде. Окончил неполную среднюю школу. В 1922 году по путёвке комсомола был направлен в Петроград, где поступил в военно-морское подготовительное училище. В 1928 году окончил Военно-морское училище имени М. В. Фрунзе, после чего служил на эсминце «Сталин» Балтийского флота. Позднее окончил специальные классы командного состава в Ленинграде и принял командование над дивизионным минёром 1-го дивизиона эсминцев Балтфлота.
В 1933 году Колчин был переведён на Северный флот. Служил помощником командира эсминца «Карл Либкнехт», затем командиром сторожевого катера «Гроза», командиром эсминца «Карл Либкнехт», командиром отдельного дивизиона эсминцев, начальником штаба бригады. Участвовал в советско-финской войне. Летом 1940 года Колчин был назначен командиром дивизиона строящихся и ремонтирующихся кораблей Молотовской военно-морской базы Северного флота. К началу Великой Отечественной войны занимал должность старшего морского начальника города Молотовска (ныне — Северодвинск).
20 июля 1941 года, когда в результате атаки немецкой авиации был потоплен эсминец «Стремительный», и командир 1-го дивизиона эсминцев при этом получил ранение, Колчин получил назначение на его место. В тяжелейший период боевых действий в Заполярье он сумел мобилизовать это соединение. Под его командованием корабли наносили удары по прибрежным немецким военным объектам, сопровождали арктические конвои союзников. В 1944 году Колчин был переведён в Ленинград, на Балтийский флот, заняв должность начальника штаба эскадры.
После окончания войны продолжал службу в Советской Армии. В 1948 году окончил Военно-морскую академию имени К. Е. Ворошилова, после чего остался на преподавательской работе. Был заместителем начальника курса академии, заместителем начальника Высшего военно-морского училище имени М. В. Фрунзе, заместителем начальника кафедры надводных кораблей Военно-морской академии. В августе 1960 года Колчин был уволен в запас. Умер 11 октября 1965 года, похоронен на Киновеевском кладбище Санкт-Петербурга.

## Награды
- Орден Ленина (24 июня 1948 года);
- 3 ордена Красного Знамени (23 октября 1942 года, 3 ноября 1944 года, 21 августа 1953 года);
- Орден Ушакова 2-й степени (16 июля 1944 года);
- Орден Суворова 3-й степени (29 июля 1943 года);
- Орден Красной Звезды (15 ноября 1938 года);
- Медали.